# Павол Скалицки
Павол Скалицки (слч. Pavol Skalický — Гелњица, 9. октобар 1995) професионални је словачки хокејаш на леду који игра на позицијама централног нападача.
Члан је сениорске репрезентације Словачке за коју је на међународној сцени дебитовао на светском првенству 2016. године.
Освојио је две титуле првака Словачке, прву у сезони 2013/14. са екипом Кошица, а другу у сезони 2016/17. у дресу Слована из Братиславе.